# Пістолет Хорхе
«Хорхе» - газовий пістолет з можливістю стрільби патронами з гумовими кулями, який виробляється за російськими патентом і товарному знаку, що належать ЗАТ Климовський спеціалізований патронний завод імені Юрія Володимировича Андропова. Частина комплектуючих деталей може замовлятися в Італії, Німеччині та Україні. Може використовуватися: у службових цілях, активної самообороні і спортивної стрільби.
Основні деталі пістолета «Хорхе» виготовлені в основному з високоміцної, збройової сталі і гартуються у вакуумі. Ствол виробляється з збройової нержавіючої сталі. Прицільні пристосування можуть виконуватися з різних марок сталей або з пластика.
Пістолет також може виготовляється повністю з нержавіючої сталі.
Травматичний пістолет «Хорхе» оснащений самозводним УСМ куркового типу подвійної дії SA/DA. У конструкції передбачена затворна затримка, яка утримує затвор після постріл а останнього патрона в крайньому задньому положенні. Затвор вільний (ствол не має зчеплення із затвором, замикання каналу ствола досягається масою затвора й силою зворотної пружини).
Ствол пістолета для цивільного застосування, має перегородки для зниження швидкості кулі, а також для виключення можливості стрільби твердим, нестискувані предметом.
Ствол службового пістолета під літерою «С», перегородок не має і може застосовувати спеціально посилені патрони різних потужностей і густин гумової кулі.

## Модифікації пістолета
- Хорхе-1 - варіант з полімерної полегшеної рамкою.
- Хорхе-С - службовий варіант без перегородок у стволі.
- Хорхе-1С - службовий варіант без перегородок в стволі і з полімерної рамкою. Виконується також повністю з нержавіючої сталі.
- Хорхе-2 - варіант з оновленим затвором.
- Хорхе-3 - варіант з оновленим затвором і з полімерної рамкою з високоміцного пластика з додаванням наноскловолокна.
- Хорхе-3С - варіант з оновленим затвором і з полімерної рамкою, з стволом без перегородок, з високоміцного пластику з доповненням наноскловолокна - виконується також з нержавіючої сталі.

На пістолети з полімерної рамкою можлива установка ЛЦУ і тактичного ліхтаря.